# Elmshagen
Elmshagen ist der nach Einwohnerzahl kleinste Ortsteil der Gemeinde Schauenburg im nordhessischen Landkreis Kassel.

## Geographische Lage
Elmshagen liegt im Naturpark Habichtswald etwa 14 km südwestlich von Kassel. Es befindet sich wenige Kilometer südwestlich von Hoof, dem Hauptort von Schauenburg, südlich von Breitenbach und nördlich von Niedenstein (Schwalm-Eder-Kreis). Der letztgenannte Ort liegt, wie auch Elmshagen, am beim Dorf entspringenden Ems-Zufluss Wiehoff, der die Nahtstelle der Langenberge im Osten zu den Hinterhabichtswälder Kuppen im Westen bildet.

## Geschichte

### Ortsgeschichte
Das Dorf wurde soweit bekannt erstmals 1334 als villa Elwineshagin in einer Urkunde des Klosters Merxhausen erwähnt. Weitere Namensformen in historischen Dokumenten waren Elbinshain (1348), Elmershain (1447) und Melmeshagen (1459).
In den Jahren vor 1344 waren Dorf und Gericht Elmshagen kurmainzisches Lehen der Wackermaul. Als diese 1344 mit Konrad Wackermaul im Mannesstamm ausstarben, wurden die von Dalwigk damit belehnt. 1850 erwarben die Wiegrebe das Rittergut.
Im Zuge der Gebietsreform in Hessen war Martinhagen vom 31. Dezember 1971 bis zum 31. Juli 1972 zunächst ein Ortsteil der Gemeinde Hoof und wurde am 1. August 1972 ein Ortsteil der Gemeinde Schauenburg. Für alle ehemaligen Gemeinden von Schauenburg wurden je ein Ortsbezirk eingerichtet.

### Verwaltungsgeschichte im Überblick
Die folgende Liste zeigt die Staaten und Verwaltungseinheiten, denen Elmshagen angehört(e):

- vor 1567: Heiliges Römisches Reich, Landgrafschaft Hessen, Amt Bauna
- ab 1567: Heiliges Römisches Reich, Landgrafschaft Hessen-Kassel, Niederhessen, Amt Bauna
- ab 1803: Kurfürstentum Hessen, Niederhessen, Amt Wilhelmshöhe (ab 1804)
- 1807–1813:Königreich Westphalen, Departement der Fulda, Distrikt Kassel, Kanton Zwehren (Friedensgericht Zwehren)
- ab 1815: Kurfürstentum Hessen, Provinz Niederhessen, Amt Wilhelmshöhe
- ab 1821/22: Kurfürstentum Hessen, Provinz Niederhessen, Kreis Kassel[8][Anm. 2]
- ab 1848: Kurfürstentum Hessen, Bezirk Kassel
- ab 1851: Kurfürstentum Hessen, Provinz Niederhessen, Kreis Kassel
- ab 1867: Königreich Preußen, Provinz Hessen-Nassau, Regierungsbezirk Kassel, Kreis Kassel
- ab 1871: Deutsches Reich, Königreich Preußen, Provinz Hessen-Nassau, Regierungsbezirk Kassel, Kreis Kassel
- ab 1918: Deutsches Reich, Freistaat Preußen, Provinz Hessen-Nassau, Regierungsbezirk Kassel, Kreis Kassel
- ab 1944: Deutsches Reich, Freistaat Preußen, Provinz Kurhessen, Landkreis Kassel
- ab 1945: Amerikanische Besatzungszone, Groß-Hessen, Regierungsbezirk Kassel, Landkreis Kassel
- ab 1946: Amerikanische Besatzungszone, Hessen, Regierungsbezirk Kassel, Landkreis Kassel
- ab 1949: Bundesrepublik Deutschland, Hessen, Regierungsbezirk Kassel, Landkreis Kassel
- ab 1971: Bundesrepublik Deutschland, Hessen, Regierungsbezirk Kassel, Kreis Wolfhagen, Gemeinde Hoof[Anm. 3]
- ab 1972: Bundesrepublik Deutschland, Hessen, Regierungsbezirk Kassel, Landkreis Kassel, Gemeinde Schauenburg[Anm. 4]

## Bevölkerung

### Einwohnerstruktur 2011
Nach den Erhebungen des Zensus 2011 lebten am Stichtag dem 9. Mai 2011 in Elmshagen 330 Einwohner. Darunter waren 4 (3,1 %) Ausländer. Nach dem Lebensalter waren 42 Einwohner unter 18 Jahren, 120 zwischen 18 und 49, 84 zwischen 50 und 64 und 84 Einwohner waren älter. Die Einwohner lebten in 168 Haushalten. Davon waren 160 Singlehaushalte, 60 Paare ohne Kinder und 33 Paare mit Kindern, sowie 12 Alleinerziehende und 3 Wohngemeinschaften. In 39 Haushalten lebten ausschließlich Senioren und in 108 Haushaltungen lebten keine Senioren.

### Einwohnerentwicklung
| • 1585: 0 26 Haushaltungen                                                              |
| • 1747: 0 34 Haushaltungen (Stadt- und Dorfbuch des Ober- und Niederfürstentums Hessen) |

| Elmshagen: Einwohnerzahlen von 1834 bis 2011 | Elmshagen: Einwohnerzahlen von 1834 bis 2011 | Elmshagen: Einwohnerzahlen von 1834 bis 2011 | Elmshagen: Einwohnerzahlen von 1834 bis 2011 | Elmshagen: Einwohnerzahlen von 1834 bis 2011 |
| --- | -------------------------------------------- | -------------------------------------------- | -------------------------------------------- | -------------------------------------------- |
| Jahr |                                              |                                              |                                              | Einwohner                                    |
| 1834 | 1834                                         |                                              | 273                                          | 273                                          |
| 1840 | 1840                                         |                                              | 304                                          | 304                                          |
| 1846 | 1846                                         |                                              | 283                                          | 283                                          |
| 1852 | 1852                                         |                                              | 338                                          | 338                                          |
| 1858 | 1858                                         |                                              | 266                                          | 266                                          |
| 1864 | 1864                                         |                                              | 247                                          | 247                                          |
| 1871 | 1871                                         |                                              | 253                                          | 253                                          |
| 1875 | 1875                                         |                                              | 265                                          | 265                                          |
| 1885 | 1885                                         |                                              | 256                                          | 256                                          |
| 1895 | 1895                                         |                                              | 242                                          | 242                                          |
| 1905 | 1905                                         |                                              | 235                                          | 235                                          |
| 1910 | 1910                                         |                                              | 228                                          | 228                                          |
| 1925 | 1925                                         |                                              | 231                                          | 231                                          |
| 1939 | 1939                                         |                                              | 205                                          | 205                                          |
| 1946 | 1946                                         |                                              | 303                                          | 303                                          |
| 1950 | 1950                                         |                                              | 297                                          | 297                                          |
| 1956 | 1956                                         |                                              | 235                                          | 235                                          |
| 1961 | 1961                                         |                                              | 241                                          | 241                                          |
| 1967 | 1967                                         |                                              | 209                                          | 209                                          |
| 1970 | 1970                                         |                                              | 229                                          | 229                                          |
| 1980 | 1980                                         |                                              | ?                                            | ?                                            |
| 1990 | 1990                                         |                                              | ?                                            | ?                                            |
| 2000 | 2000                                         |                                              | ?                                            | ?                                            |
| 2011 | 2011                                         |                                              | 330                                          | 330                                          |
| Datenquelle: Historisches Gemeindeverzeichnis für Hessen: Die Bevölkerung der Gemeinden 1834 bis 1967. Wiesbaden: Hessisches Statistisches Landesamt, 1968. Weitere Quellen: LAGIS; Zensus 2011 |                                              |                                              |                                              |                                              |

## Religion
Elmshagen gehörte nach der Reformation kirchlich zu Hoof (1585), ab 1747 war es Filial, 1872 beständiges Vikariat von Hoof.
Historische Religionszugehörigkeit
| • 1885: | 252 evangelische, ein katholischer und 3 jüdische Einwohner |
| • 1961: | 225 evangelische, 14 katholische Einwohner                  |

## Politik
Für Elmshagen besteht ein Ortsbezirk (Gebiete der ehemaligen Gemeinde Elmshagen) mit Ortsbeirat und Ortsvorsteher nach der Hessischen Gemeindeordnung.
Der Ortsbeirat besteht aus sieben Mitgliedern. Bei den Kommunalwahlen in Hessen 2021 betrug die Wahlbeteiligung zum Ortsbeirat 55,66 %. Dabei wurden gewählt: fünf Mitglieder der SPD und zwei Mitglieder der CDU. Der Ortsbeirat wählte Alexandra Werner (SPD) zur Ortsvorsteherin.

## Kultur und Sehenswürdigkeiten

### Schandpfahl

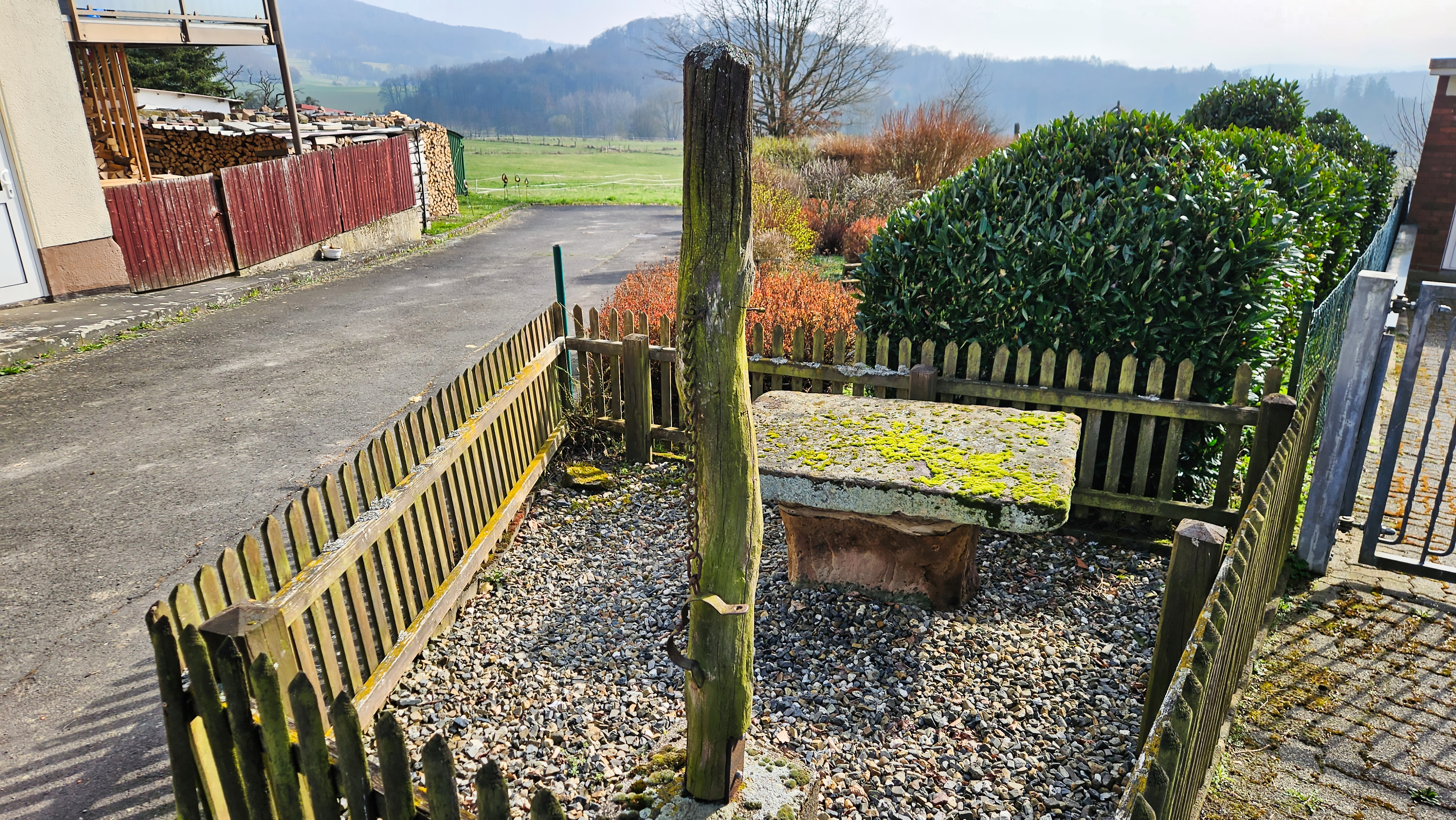
Schandpfahl in Elmshagen am 25.03.2025

Ein Wahrzeichen von Elmshagen ist der Schandpfahl, der heute an der Hauptstraße steht und vermutlich eine Nachbildung ist. Der Pranger wurde immer wieder erwähnt, jedoch gibt es keine Informationen über Alter und Herkunft. Einem Buch von 1905 zufolge stammt er aus dem Mittelalter und stand in der Dorfmitte unter einer alten Esche. Der letzte am Pfahl angekettete und öffentlich der Schande Preisgegebene soll um 1814 ein Gänsedieb gewesen sein.

### Kirche

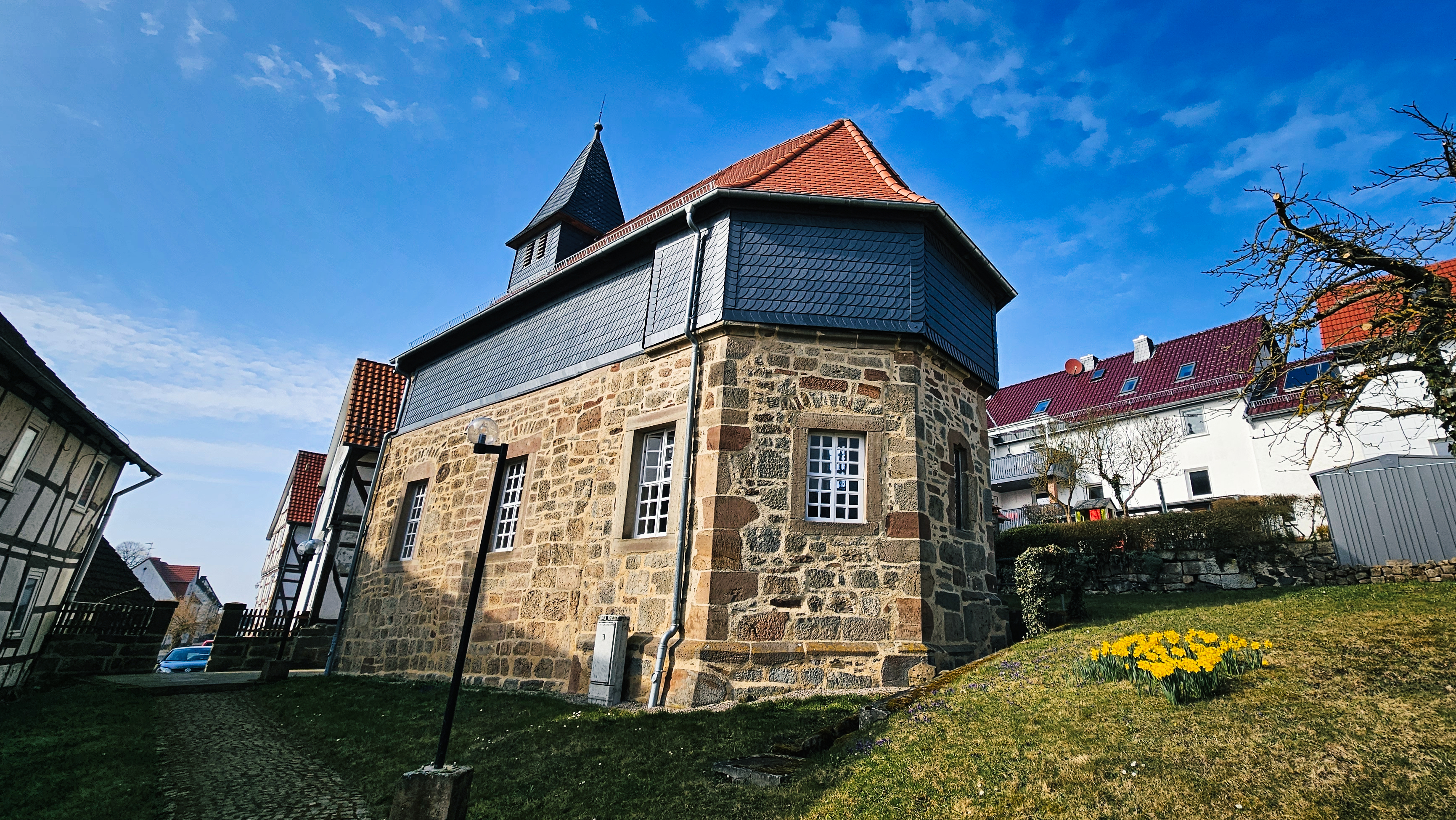
Die evangelische Kirche in Elmshagen 25.03.2025

Die evangelische Kirche in Elmshagen ist romanischen Ursprungs aus dem 13. Jahrhundert und gehörte dem evangelischen Kirchspiel Hoof-Elmshagen an. In der späten Gotik wurde sie aufgestockt und nach Osten hin um einen neuen Chorraum erweitert. Ein Fachwerkgeschoss wurde später aufgesetzt.

### Schnuddelplatz
Freizeit und Erholungsgebiet mit Schutzhütte, Grillplatz und Wassertretanlage.

### Waldstadion
Fußballplatz am Langenberg.

## Wanderziel

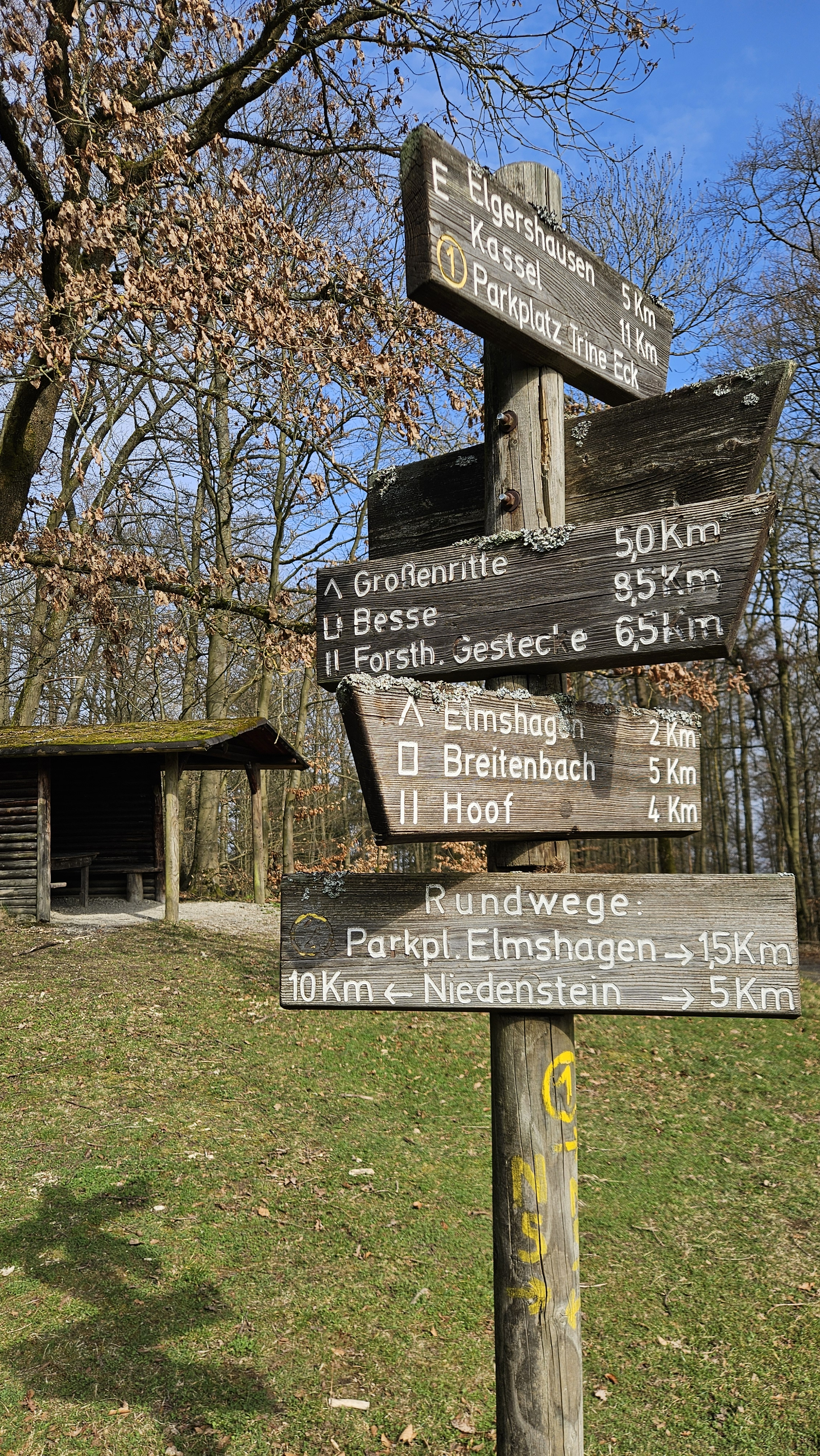
Vogelrainhütte im Wald bei Schauenburg Elmshagen

Auf dem Kamm des Langenbergs  am Europäischen Wanderweg E
liegt die Wanderhütte „Vogelrain“.

## Wirtschaft und Infrastruktur

### Öffentliche Einrichtungen
Im Ort gibt es ein Dorfgemeinschaftshaus.

### Verkehr
- Da der Ort in einer Sackgasse liegt, führen keine klassifizierten Straßen durch den Ort.
- Der Nordhessische Verkehrsverbund (NVV) stellt mit der Buslinie 58 den öffentlichen Personennahverkehr sicher.
- Der Warmetal-Radweg beginnt am nördlichen Ortsausgang von Elmshagen, er führt durch das Tal der Warme bis nach Liebenau.